# Černíkovice
Černíkovice (deutsch Tschernikowitz) ist eine Gemeinde im Bezirk Rychnov nad Kněžnou in Tschechien. Sie liegt fünf Kilometer nordwestlich von Rychnov nad Kněžnou.

## Geographie

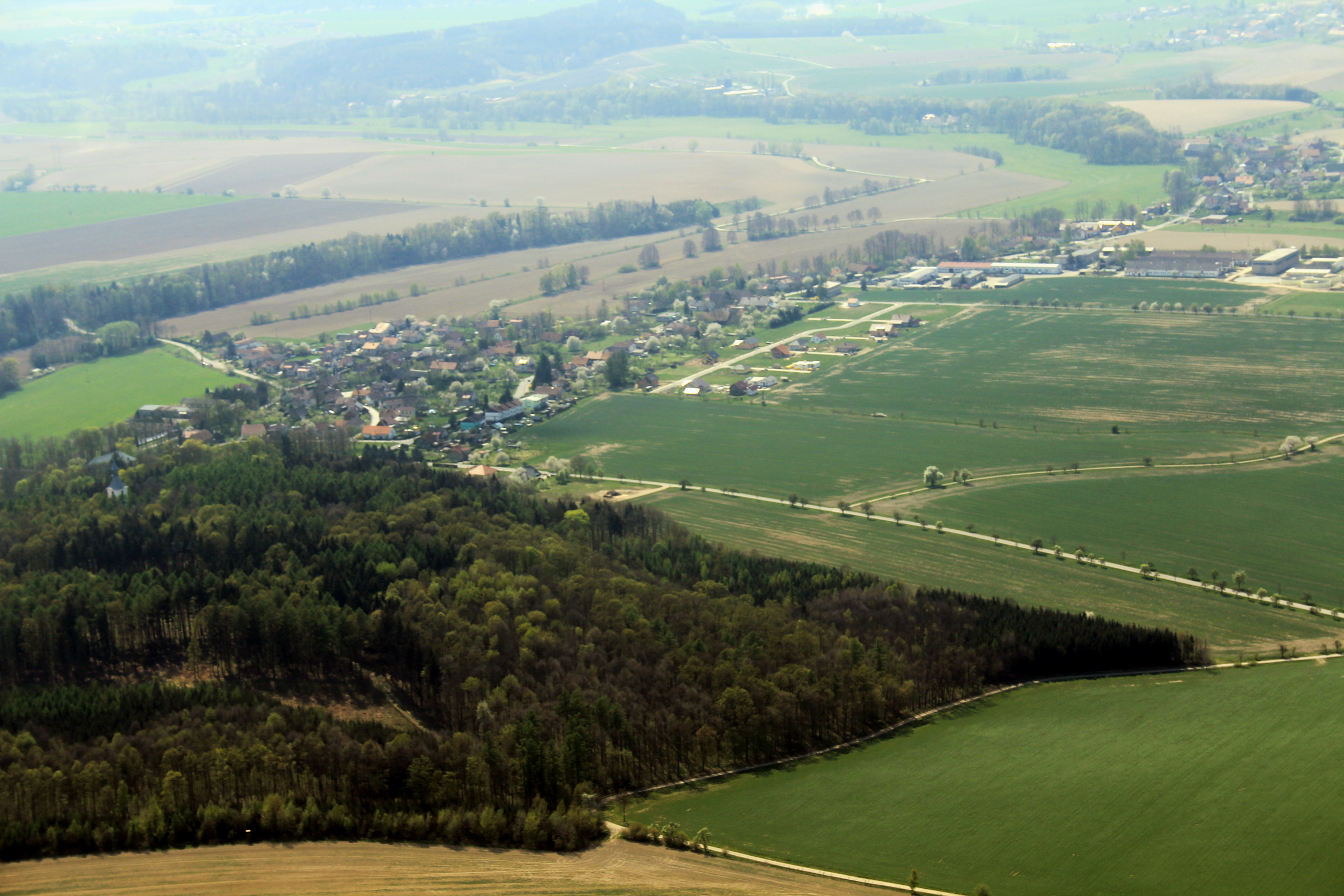
Černíkovice aus der Luft

Černíkovice liegt im südlichen Vorland des Adlergebirges. Nachbarorte sind Solnice im Nordosten, Lipovka im Osten, Domašín im Südwesten, Třebešov im Süden, Lično im Südwesten und Uhřinovice im Westen.

## Geschichte
Černíkovice wurde vermutlich im 11. Jahrhundert gegründet und hieß zunächst Grünau. Erstmals urkundlich erwähnt wurde es 1354, als es im Besitz des Jan Ovčíř von Žampach auf Uhřínov war. 1376 eignete es Jan Kolda von Žampach, dem 1407 sein gleichnamiger Sohn Jan Kolda von Žampach folgte. Da dieser des Raubrittertums beschuldigt wurde, besetzte im Juli 1441 der ostböhmischen Landfried unter Jetřich z Miletínka drei Wochen lang Černíkovice, das jedoch nicht zerstört wurde. 1457 gelangte es an den damaligen Landesverweser Georg von Podiebrad. Nach Georgs Tod 1471 erhielt Černíkovice aufgrund der Erbteilung von 1472 der älteste Sohn Boček, der es 1491 seinem jüngeren Bruder Heinrich d. Ä. überließ. Dieser musste Černíkovice 1495 an den höchsten Hofmeister des Königreichs Böhmen, Wilhelm II. von Pernstein, verkaufen, bei dessen Nachkommen es bis 1556 verblieb. In diesem Jahr erwarb es der Pfandherr der Grafschaft Glatz, Ernst Herzog von Bayern, der es 1558 dem Matthias Dobeš von Olbramovice verkaufte. 1572 war Černíkovice, zu dem damals Domašín, Třebešov, die wüste Feste Ostrov, Hroška und Újezd gehörten, im Besitz der Barbara Trčka von Bieberstein, von der es 1585 ihr Ehemann Jan Jetřich d. Ä. von Žerotín erbte. Nach seinem Tod 1592 erhielt Černíkovice dessen zweite Frau Ludmilla von Kolowrat. 1606 war Černíkovice im Besitz der Magdalena Trčka von Lobkowitz, die es ihrem Sohn Adam Erdmann Trčka von Lípa vererbte. Dieser wurde 1634 in Eger zusammen mit Wallenstein ermordet, wodurch zunächst der Besitz an seinen Vater Jan Rudolf Trčka von Lípa fiel. Kurz vor seinem ebenfalls 1634 erfolgen Tod überschrieb er Černíkovice testamentarisch seiner Schwiegertochter Maximiliane von Harrach. Sie konnte den Besitz nicht antreten, da nach einem Gerichtsverfahren gegen den verstorbenen Jan Rudolf und seine Frau deren Besitzungen 1636 vom Kaiser Ferdinand II. konfisziert wurden. Er schenkte Černíkovice 1636 dem Georg Krafft von Lammersdorf. Um diese Zeit bestand die Herrschaft aus dem Rittersitz Černíkovice, Domašín, Třebešov, Byzhradec, Hoška, Roudný sowie sieben weiteren Dörfern aus der Herrschaft Opočno. Georg Krafft von Lammersdorf errichtete 1652 eine neue Kirche. Kraffts Nachkommen veräußerten Černíkovice 1676 an Franz Karl Libštejnský von Kolowrat auf Reichenau, bei dessen Nachkommen es bis zur Enteignung 1948 verblieb. Nach der Samtenen Revolution wurde der Besitz an die Familie Kolowrat von Krakowský restituiert.

## Gemeindegliederung
Die Gemeinde Černíkovice besteht aus den Ortsteilen Černíkovice (Tschernikowitz) und Domašín (Domaschin).

## Sehenswürdigkeiten

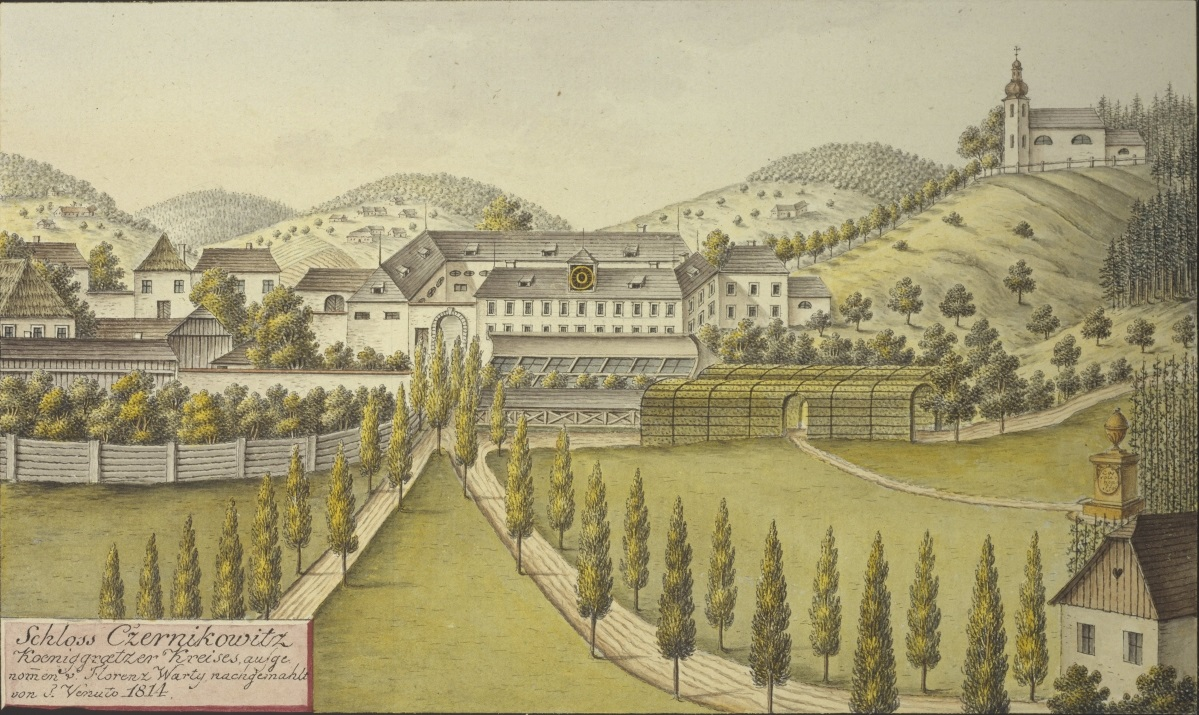
Černíkovice (1814)

- Schloss mit Schlosspark
- Kirche der Heiligen Kreuzerhöhung
- Kapelle in Domašín
- Denkmalgeschützte Blockhäuser

## Persönlichkeiten
- Vincenz Maria von Kolowrat-Liebsteinsky (1750–1824), Feldzeugmeister und Großprior des Johanniterordens